# Crawford (Georgia)
Crawford è una città degli Stati Uniti d'America, situata in Georgia, nella Contea di Oglethorpe.